# Pays thionvillois
Le pays thionvillois ou pays de Thionville (Diddenuewenerland en luxembourgeois), est la région de Thionville, dans le département de la Moselle (57). 
Sur le plan linguistique, le dialecte traditionnel de ce pays est le francique luxembourgeois. C'est également une zone du Lorrain roman quelque peu, cela notamment depuis le recul de la frontière linguistique après la guerre de Trente Ans.
Le pays de Thionville fait partie du Pays des Trois Frontières (Dräilännereck).

## Géographie
Ce pays est délimité à l'Ouest par le Pays Haut, au Sud par le Pays messin et au Nord-Est par le Pays de Sierck (Siirkerland).

## Toponymie
- Autres dénominations[1] : d’Diddenuewenerland, Diddenhuewenerland, Diddenhuewener Land.

## Histoire

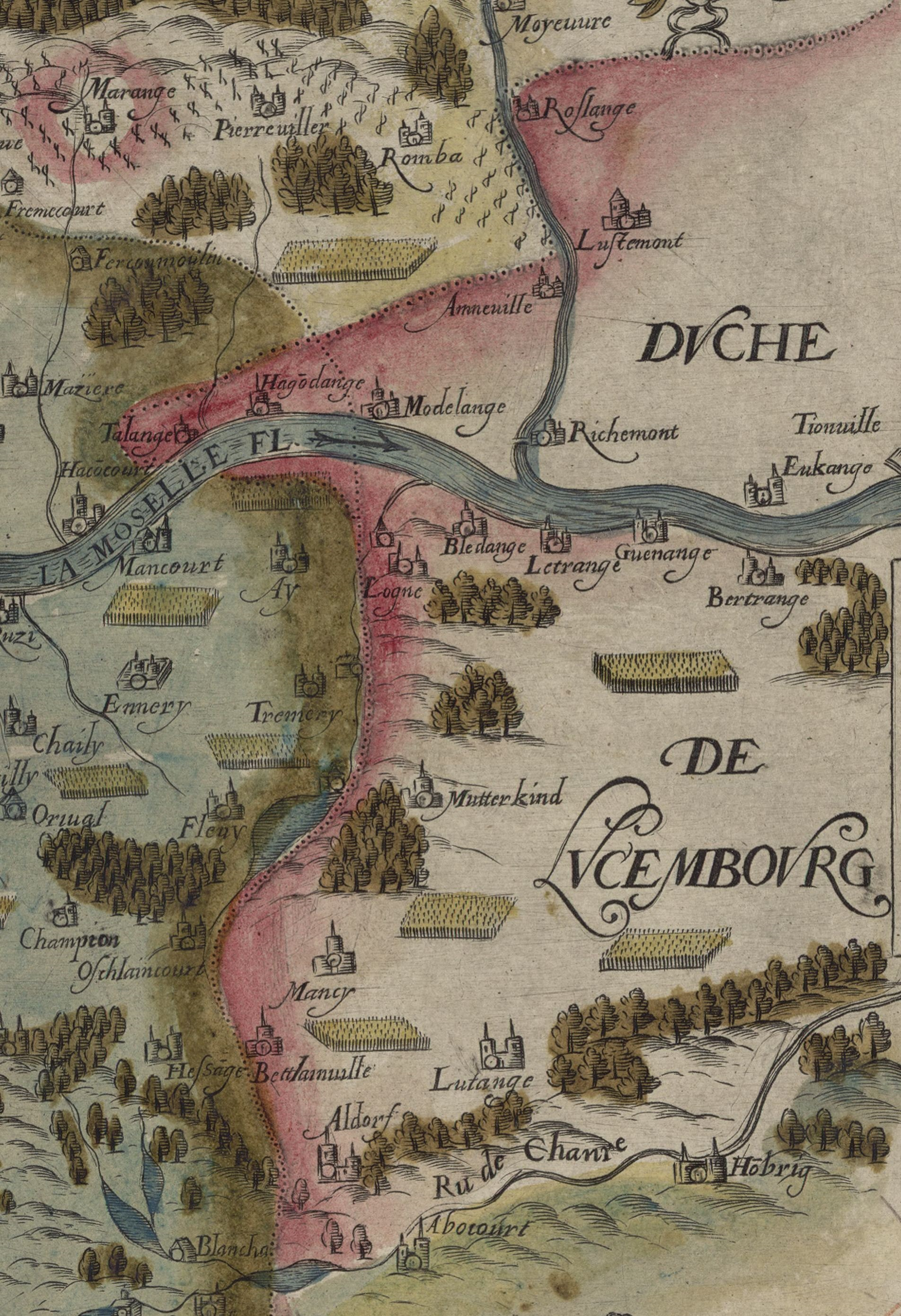
Frontière entre le pays messin et le Luxembourg en 1610. Incluant l'enclave luxembourgeoise de Marange.

Originairement les frontières du pays thionvillois étaient celles de la prévôté luxembourgeoise de Thionville, sachant que quelques localités situées dans le nord de l'arrondissement de Metz faisaient partie de cette prévôté (notamment Marange, Talange et Hagondange).
En 1659, la prévôté de Thionville devient française en vertu des articles 38 et 41 du traité des Pyrénées. En 1769, la convention du 16 mai fait disparaitre des enclaves luxembourgeoises situées dans cette région et fait également reculer la frontière franco-luxembourgeoise vers le nord. Ce recul de frontière concerne le territoire qui est situé au nord des villages de Kanfen, Sœtrich et Sentzich.
Le « Schafft » (ou Schaff), est une ancienne imposition du pays de Thionville, ce mot était employé pour désigner un impôt en grains ou en argent. Terme souvent rencontré, seul ou composé (ex: Schaffguelt, Schaffgeld, Schaffgutter) dans les aveux et dénombrements des pays de langue germanique. Notamment en Moselle et au Luxembourg. 
Schaffleuth était en 1661 le nom des gens qui tenaient des biens du seigneur, en reconnaissance de quoi ils lui payaient une certaine rente, contrairement au Freyschaftleuth (francs de servitude), également imposables au Schafft, mais qui étaient libres du droit de rachat (pour les enfants mariés) hors de la juridiction et également libres de quitter la seigneurie.
Le 15 juin 1983, la maire de Manom a dit lors d'un discours que le pays thionvillois était une terre luxembourgeoise et qu'il n'avait rien à faire dans la région appelée « Lorraine », elle ajouta à cela : « le duc de Lorraine était notre plus grand ennemi ». Elle parla ensuite de la sauvegarde du francique et déclara combien celle-ci lui tenait à cœur, en plaçant chacun devant ses responsabilités, disant que c'était une erreur de ne pas parler le « Platt » aux enfants.

## Traditions et coutumes
- Le jour de l'Épiphanie, on cherche les yeux fermés le haricot noir posé parmi d'autres sur une assiette[5].
- Le jour des morts, des cierges sont brûlés sur les tombeaux[5].

### Baieresonndeg(dimanche des brandons)
Son nom varie selon les villages : Buurgsonndeg, Bounesonndeg, Scheefsonndeg, Fakelsonndeg, lo dieumanche dés bûles, etc. Cette coutume a lieu le premier dimanche de carême, elle était très vivace avant 1940 dans les villages situés le long de la Moselle et était, dans beaucoup de localités, mal vue par les autorités à cause de certains abus et cela depuis le XVIIIe siècle au moins. Lesdits abus concernaient entre autres des unions incongrues décidées par les villageois et des vandalismes sur les maisons des filles nubiles. 
Les jeunes gens, sous la direction d'un Haaptmann (un chef), vont de maison en maison dans leur village pour réclamer des fagots et aussi parfois tout ce qui peut brûler, cela dans le but de faire un bûcher le soir venu. Pour ce faire, ils sonnent à chaque porte en chantant fort un Heeschelidd (couplet traditionnel), le plus répandu étant le suivant : « Stréi, Stréi, fir déi nei Buurg. Déi al, déi as derduurch ».
Après la collation du soir, d'Buurg (le bûcher) est dressé sur une hauteur, à un endroit où il peut être vu de loin et bien observable par tout le village ; une croix formée avec du bois et de la paille est installée au sommet du bûcher. C'est le couple le plus récemment marié du village qui doit l'allumer après que les cloches aient sonné l'Angélus du soir. Mais celui-ci devra auparavant acheter avec de l'argent ou des cadeaux l'honneur d'allumer le bûcher. Pendant que celui-ci se consume, la direction que prend sa fumée à une valeur de pronostic, qui peut présager : une abondante récolte, une mauvaise année, des maladies, etc. La direction du vent sur le bûcher est également importante pour prédire l'avenir.
Les jeunes des villages, et plus particulièrement les conscrits, ont auparavant dressé la liste de tous les garçons et filles célibataires de leur localité ; chaque garçon se voit alors attribuer une demoiselle qui devient sa Fuesensléin,. C'est lorsque le bûcher est consumé, vers dix heures du soir, que la liste des Fuesensléinen est proclamée par le dernier marié de l'année. Après quoi garçons et filles dansent autour des cendres, puis les musiciens du village donnent le départ pour chanter des chansons traditionnelles. Enfin, tout le monde se dirige vers une salle du village, préparée pour y faire la fête.

### Bratzelesonndeg(dimanche des bretzels)
Chaque homme célibataire s'étant vu attribuer une demoiselle appelée Fuesensléin durant le Baieresonndeg, ils sont ensuite obligés de « racheter » celles-ci le dimanche de la Mi-Carême, ce qu'ils font en leur offrant des bretzels. Plus précisément, chaque garçon présente un bretzel à sa Fuesensléin qui le saisit par un bout et le tire jusqu'à ce que celui-ci se casse en deux ; la coutume dit que c'est celui ou celle qui tient dans sa main le plus gros morceau qui mourra en premier, après quoi la demoiselle doit inviter le garçon à déjeuner le lundi de Pâques. Néanmoins, si la Fuesensléin ne plait pas à l'homme, il ne la « rachète » pas et dans ce cas de la paille est apportée le soir-même devant son logement, on y met le feu et on saute par-dessus plusieurs fois en l'accablant d'injures.

## Croix, calvaires et bildstocks
Au début du XXIe siècle, il y a encore dans cette région des centaines de croix et bildstocks. En région thionvilloise, il se trouve une quantité de vieux monuments en pierre dans les villages et surtout au bord des chemins : il y a non seulement un grand nombre de croix en pierre proprement dites et de calvaires, mais surtout des bildstocks qui est un type de monument rare dans le reste du département.
Il y a trois types de bildstock en Moselle : « à chapiteau », « à panneau » et « mélangé ». Les bildstocks du pays de Thionville sont attestés dès le XIVe siècle et leur style se développe jusqu'au XIXe siècle. En 1996, la plus ancienne inscription connue est celle du bildstock de Beuvange-sous-Saint-Michel qui est datée de 1453.
La revue Hemechtsland a Sprooch traduit le mot allemand Bildstock par « fût à image » et, en francique lorrain, c'est le mot générique Kräiz (croix) qui est traditionnellement employé pour désigner un bildstock, car ils ont souvent une croix sur leur sommet,. En 1979, l'appellation allemande Bildstock n'est ni usuelle, ni connue, ni employée dans la région de Thionville ; elle s'est popularisée après.

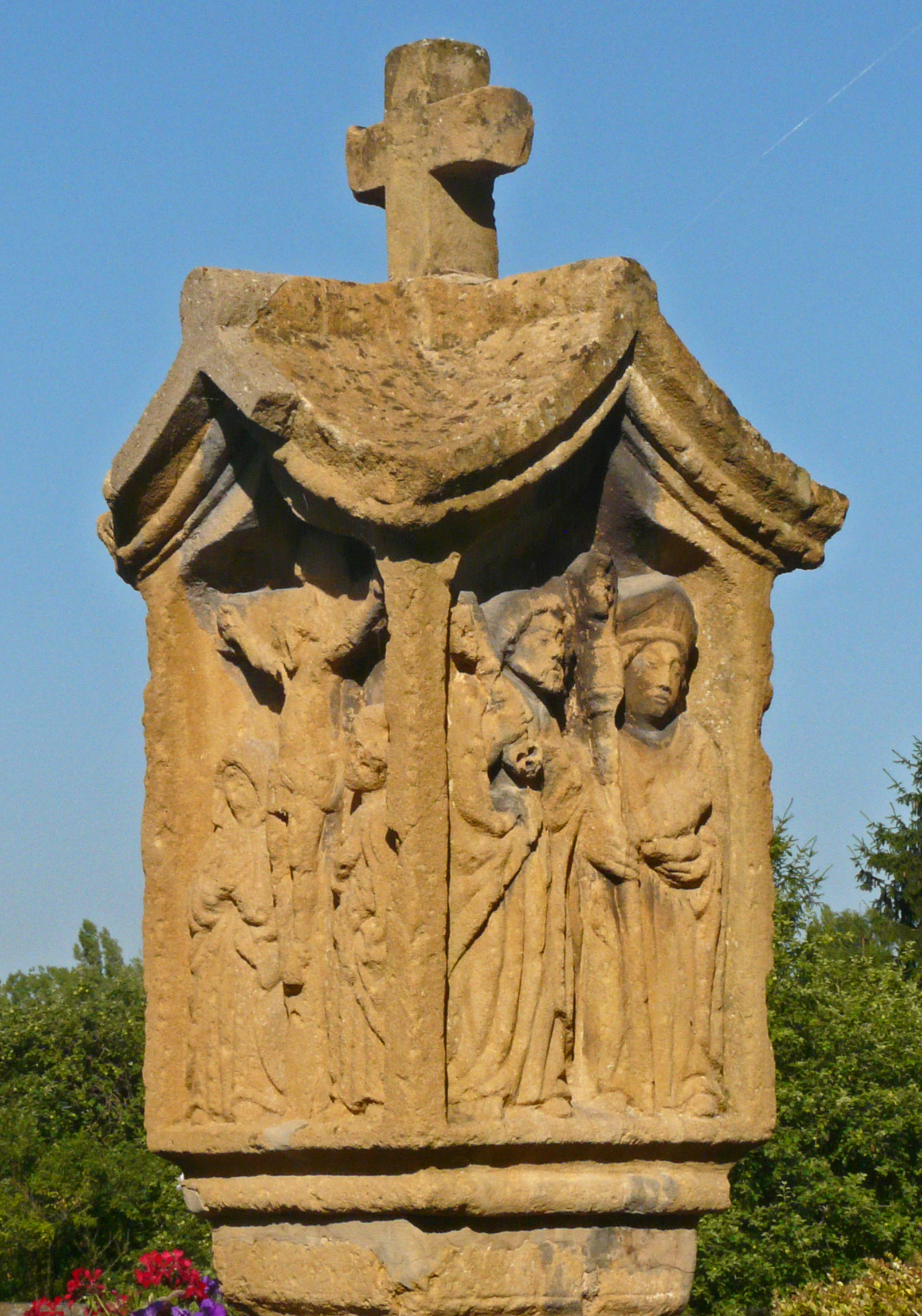
Bildstock à chapiteau (Basse-Ham).
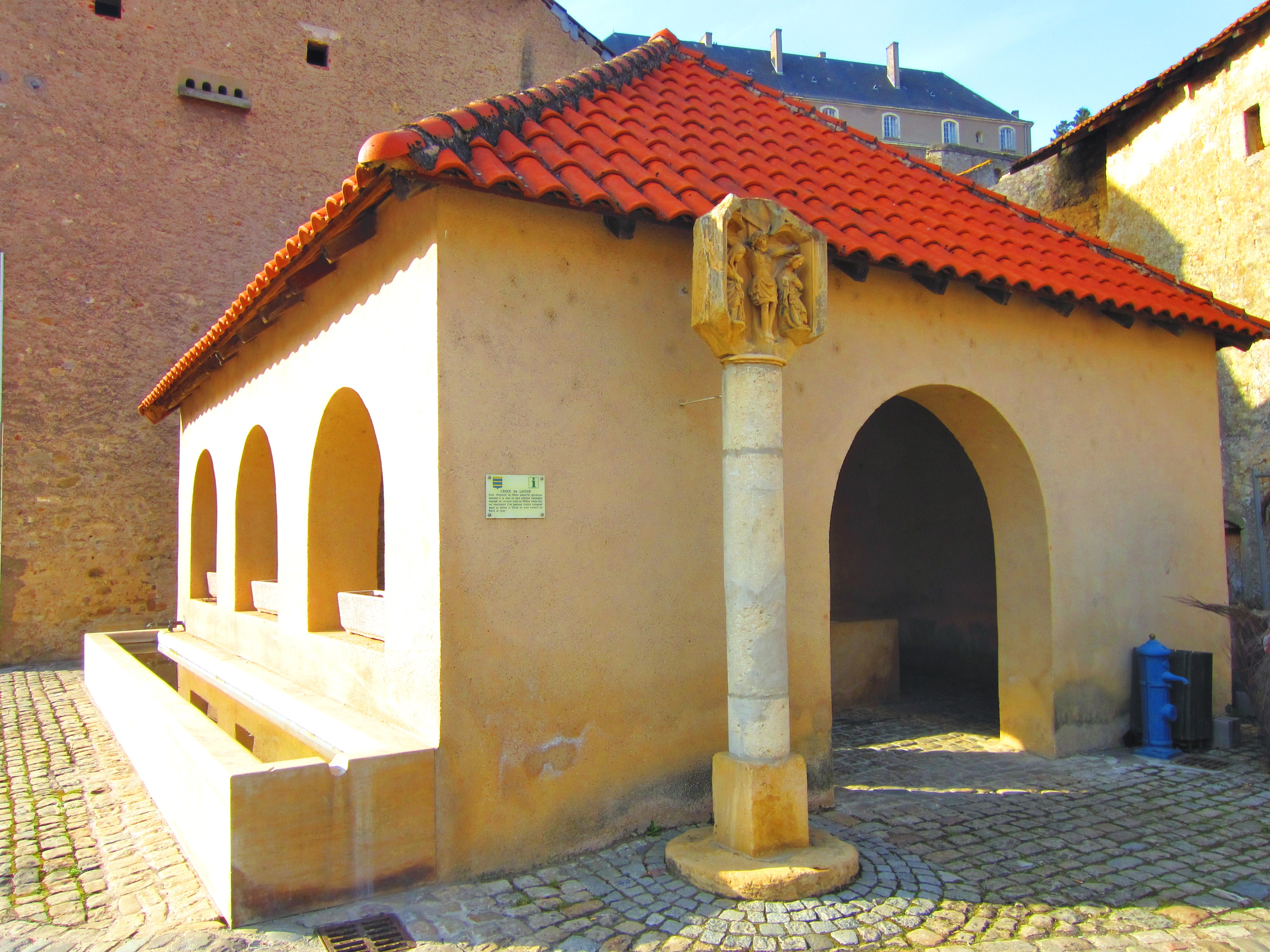
Bildstock à panneau (Rodemack).

### Catégories de bildstocks
Les catégories ci-dessous ne tiennent pas compte du socle, ni de la forme du fût.
- Les bildstocks à chapiteau peuvent être : à une bâtière, à double bâtière (avec niches creuses ou avec arcs divers), à toiture ronde (avec une[12] ou quatre niches rondes), à toiture plate (avec ou sans niches, arcatures et reliefs)[9].
- Les bildstocks à panneau peuvent être : à panneau gothique, à panneau trapézoïde, terminés par une bâtière, terminés en rebord horizontal, terminés par un arc en anse de panier, terminés en cintre surhaussé, terminés en bordure supérieure convexe[9].
- Les bildstocks dits « mélangés » datent généralement du XVIIIe siècle et sont formés de mélanges d'éléments de bildstock, c'est-à-dire des morceaux de plusieurs bildstocks plus anciens qui ont été cassés pour diverses raisons. Ces bildstocks peuvent aussi inclure des éléments de retables d'autel, de calvaires et de tombeaux[9].